# Домініон (Пікар)
Домініон (Dominion) — сьома серія третього сезону американського телевізійного серіалу «Зоряний шлях: Пікар». Сценарій епізоду написав Джейн Меггс, режисувала Дебора Кампмайєр. Перший показ відбувся 30 березня 2023 року.

## Зміст
«Титан» ховається серед кораблетрощі у бойовому просторі Чін'тока. Сьома намагається зв'язатися зі своїм колишнім напарником Тувоком. Респондент проходить перший тест на довіру Сьомої, але провалює другий, виявляючи себе метаморфом і залишаючи долю справжнього Тувока неоднозначною. Команда перевіряє всілякі відбитки голосу Тувока, але зрештою все зводиться до блефу самозванця: Сьома посилається на їхні ігри в кал-то, і він нагадує їй, що вона виграла більшість із них, на її полегшення — це справжній Тувок. Він погоджується покликати союзників і зустрітися з нею в Акліоні-VII, де її нейронний патерн стабілізувався. Вона також не змогла зв'язатися з адміралом Джейнвей, хоча припускає, що підготовка до Дня Фронтиру, всього через 36 годин, займає її увагу. Тепер, коли було виявлено, метраморф визнає, що у них в заручниках справжній Тувок. І натякає, що його доля буде майже такою ж, як і Вілла Райкера.
Поки Ворф і Раффі вирушають на чергову розвідувальну місію, Пікар, Джорді та Беверлі обговорюють зацікавленість метаморфів щодо Джека, а також крадіжку оригінального тіла Жана-Люка. Жан-Люк припускає, що метаморфи хочуть створити його ідеальну копію, щоб задіяти якось на святкуванні річниці Зоряного Флоту. Пікар і Крашер обговорюють поточну ситуацію — корабель все ще на волі, але без союзників. Їхня гіпотеза полягає в тому, що метаморфи хочуть увірватися в День кордону, тобто їм потрібно буде пройти сканери ДНК Зоряного флоту. Таким чином, їм потрібна ДНК Пікара (з його трупа) і кров Джека, щоб створити суперфальшивого Пікара-метаморфа.
Джорді працює з особистостю Лора, щоб відновити домінування Дейти над розумом андроїда. Особистості Дейти та Лора борються за контроль. Дейті вдається виявити, що первинний діагноз Пікара «синдром Ірумоді» викликає сумніви. Тим часом Ла Форж, який все ще працює над Андроїдом M-5-10, пояснює (і зрештою демонструє) Пікару, що особисті дані і знання зберігаються всередині та борються за контроль над апаратною платформою. Лор припускає, що, згідно з генетичним скануванням Алтана Сунга, з ДНК Пікара сталося щось інше, щось, що ставить під сумнів старий діагноз «Ірумодичний синдром», але не повідомляє, що.
На борту «Терняка» Вадік повідомляє своєму таємничому керівнику, що вона не може зламати Райкера та Трой.
Джек і Сідні опиняються разом у турболіфті. Їхня невирішена обопільна напруга дещо збивається з колії натяком на те, що сяючі червоні очі Джека дозволяють йому читати її думки. Він відвідує Пікара та визнає, що в історії його унікальності є щось інше, але не хоче визнавати, що це таке, натомість припускає, що, можливо, йому час здатися — особливо тому, що Зоряний Флот весь цей час грав позаду. Пікар припускає, що у нього є ідея як змінити хід гри.
Пікар розробляє та реалізує план захоплення Вадік і її команди на «Титані» за допомогою силових полів, використовуючи Джека, який застосовує телепатію, та Сідні — як приманку. «Терняк» прибуває до місця розташування «Титана». Корабель знерухомлений, біля корпусу вулканського військового корабля, який транслює журнали: очевидно, він вступив у бій з «Титаном», і обидва кораблі були пошкоджені. Вадік, знаючи, що наближається кінцевий термін, вирішує, що пастка — це єдиний варіант, і йде туди. Джек і Сідні грають наживку, а на мосту Шоу та Сьома скидають силові поля, щоб уловити Вадік та її солдатів-метаморфів у пастку в коридорах. Але не раніше, ніж Джеку та Сідні також вдасться доставити Вадік в пастку.
В інженерному відділі весь план йде наперекіс: Лор тріумфально виходить із Битви в центрі розуму і, підключившись до комп'ютера, йому вдається захопити весь корабель.
Пікар і Беверлі допитують Вадік в пастці. Вона розповідає, що була однією з десяти метаморфів, яких Зоряний Флот невпинно досліджував та експериментував, щоб створити породу супершпигунів. Вадік, захоплена в полон, перебуває на допиті Пікара та Крашер. Її та дев'ятьох інших метаморфів утримували на станції Дейстром, де еволюційний біолог під егідою «Проекту Протей» проводив над ними експерименти. З цих експериментів вона навчилася нових трюків — підтримувати форму, мати підроблену кров тощо, які її люди використовують, щоб обдурити перевірки Зоряного Флоту, і сформувала фракцію ренегатів, щоб помститися Федерації. Після їхньої втечі вона поклялась помститися і сформувала групу метаморфів-вигнанців, прийнявши форму свого мучителя. Беверлі підтверджує існування експериментів; Пікар розуміє, що має вбити Вадік. Пікар і Крашер, незважаючи на те, що вони явно розриваються щодо вибору, вирішують холоднокровно стратити свого в'язня. Джорді не вдається вчасно оживити Дейту, щоб не дати Лорі захопити комп'ютери «Титана» та вивести з ладу силові поля. Вадік та її підлеглі вислизають та займають штурмом місток «Титана» й захоплюють Сьому, Шоу та решту екіпажу містка в заручники.
Вадік тікає, і її солдати накидаються на Джека та Сідні. Ла Форж палко благає свого друга, і Дейта поновлюється в силі, відновлюючи контроль над Андроїдом M-5-10 і опановуючи системи корабля. Тим часом Джек використовує свої здібності до читання думок, щоб телепатично провести Сідні через бій, дозволяючи їй вижити та перемогти свого суперника. А Пікар і Крашер, шукаючи файли проекту «Протей», дізнаються, що полоненим метаморфам ввели дуже специфічний радіоактивний ізотоп, завдяки чому їх можна виявити.
Але шкоди було завдано: Вадік і її єдиний солдат, що залишився, вибираються на місток і захоплюють його. Вадік дзвонить через систему еорабельного зв'язку Джеку Крашеру, стверджуючи, що йому час дізнатися, хто він насправді. Вадік кличе Джека і запрошує його на місток, кажучи, що знає його справжню природу.
Смерть стане полешщенням

## Створення
Музичну тему до серіалу написав Стівен Бартон

## Сприйняття та відгуки
На сайті «Rotten Tomatoes» епізод отримав 80 % підтримки на основі відгуків 5 критиків.
В огляді «StarTrek.com» зазначалося: «У сьомому епізоді серіалу „Зоряний шлях: Пікар“, „Домініон“, покалічений, загнаний у кут і без можливостей, Пікар влаштовує гамбіт, щоб зловити Вадік і розкрити її справжні мотиви. Азартна гра, яка ставить „Титан“ під приціл і змушує Жана-Люка та Беверлі поставити під сумнів кожен моральний кодекс, якого вони коли-небудь дотримувалися.»
В огляді «Den of Geek» серію оцінено у 3.5 зірки з 5 та зазначено: «Поки USS „Titan“ продовжує пошуки зниклого Вільяма Райкера та намагається уникнути захоплення „Терняком“, група зрештою вирішує дозволити Вадік та її головорізам піднятися на корабель у надії влаштувати пастку та захопити їх зненацька. Це, очевидно, надзвичайно дурний і приречений план — і особливо якщо ви дивилися попередні епізоди 3-го сезону. Де щоразу, коли Пікару приходила в голову ідея, вона виявлялася об'єктивно жахливою — але принаймні він нарешті дає нам належне протистояння між Вадік і собою. І Крашер, чудова спроба допиту хорошого/поганого поліцейського, у якому всі залучені сторони по суті винні (прямо чи опосередковано) у жахливих речах».
«TV Tropes» здійснює детальний розбір аналогій, неспівпадінь та недоречностей епізоду.
Лорі Ольстер з «TrekMovie.com» зазначено: «Навіть у рамках обмежень мінішоу в середині сезону розумний монтаж і активна партитура підкреслювали особисті ставки, щоб підтримувати напругу на високому рівні, роблячи „Домініон“ цікавою годиною Зоряного шляху. Завдяки видатній грі персонажів цей епізод є надійною першлю із двох частин, але, можливо, такою, який не є повністю самостійною. Не дивлячись на певні розчарування, 3 сезон серіалу „Пікар“ продовжує бути телевізійним і найкращим із нової ери Зоряного шляху.»
На сайті «IMDb» станом на лютий 2023 року епізод отримав 8.2 з 10 зірок схвалення при 3921 голосі.

## Знімались
| Актор             | Роль                |
| ----------------- | ------------------- |
| Патрік Стюарт     | Жан-Люк Пікар       |
| Джері Раян        | Сьома-з-Дев'яти     |
| Ед Спелірс        | Джек Крашер         |
| Левар Бертон      | Джорді Ла Форж      |
| Джонатан Фрейкс   | Вілл Райкер         |
| Гейтс Макфадден   | Беверлі Крашер      |
| Брент Спайнер     | Дейта               |
| Тім Расс          | Тувок               |
| Тодд Стешвік      | Ліам Шоу            |
| Аманда Пламмер    | Вадік               |
| Ешлі Шарп Честнат | Сідні Ла Форж       |
| Міка Бертон       | Аландра Ла Форж     |
| Дженсон Ченг      | лейтенант "Терняка" |
| Стефані Чайковскі | Т'Він               |
| Джозеф Лі         | Мура                |
| Джин Малей        | Есмар               |
| Анхель Мануель    | метаморф            |